# País libre

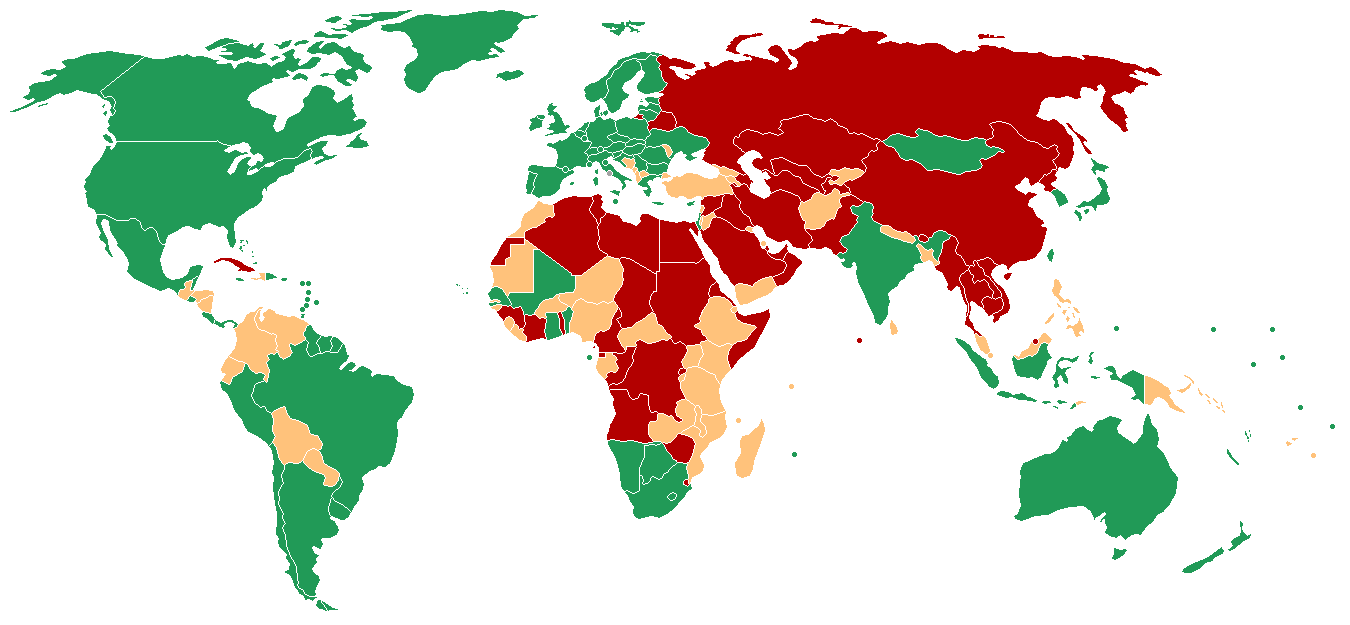
Mapa de la Freedom House para 2007.
países libres
países parcialmente libres
países no libres

País libre es un concepto de puntos político e ideológico que hace referencia a la existencia en un país de libertades políticas, sociales y económicas y unas instituciones democráticas (forma de gobierno, régimen político o sistema político) que las garanticen en la práctica (gobierno representativo, elecciones, pluralismo de partidos políticos y asociaciones de todo tipo, existencia de oposición política, separación de poderes, seguridad jurídica, medios de comunicación independientes); y eviten o dificulten la existencia de la represión política, la tortura, la censura u otras formas de negación de la libertad.
La lista de esas libertades o instituciones puede ser cuestionada, pues según se opte por una posición más a la izquierda o la derecha en el espectro político, se insistirá o no en considerar decisivos los derechos sociales o la libertad económica. Así se incluirán cuestiones como la libertad sindical, o el derecho de huelga, por un lado; o la propiedad privada y la libre iniciativa, iniciativa privada o libertad de empresa, por otro.
En determinadas coyunturas históricas, como fueron la Segunda Guerra Mundial o la Guerra Fría, países libres se utilizaba como una expresión identificativa del bando de los aliados occidentales (inicialmente el Reino Unido y Francia), frente a las potencias del Eje (inicialmente la Alemania nazi y la Italia fascista) en el primer caso, o a los aliados de los Estados Unidos frente a los de la Unión Soviética (los países comunistas del Este de Europa y Extremo Oriente) en el segundo. En ambos casos, el alineamiento con un bando no garantizaba la pureza democrática, pero no impedía utilizar la expresión con efectos propagandísticos muy útiles; aunque en la práctica quedara reducida a significar libres de la ocupación del bando considerado esclavizador, mientras que el bando liberador, cuando invadía un territorio, lo liberaba.
Su uso coloquial, en expresiones como este es un país libre, se suele hacer para justificar el ejercicio de un derecho o la capacidad emprender una acción o un comportamiento cuestionado.
La organización Freedom House (Casa de la Libertad), con sede en los Estados Unidos, y que suele ser calificada de ideología conservadora, realiza periódicamente informes del estado de la libertad en el mundo, en el que elabora un listado de países libres, países parcialmente libres y países no libres. Para 2008 son 90, 60 y 43 respectivamente. La confección de la lista es muy cuestionada, y se la suele acusar de utilizar el criterio de proximidad a los intereses de los Estados Unidos.
Otras organizaciones que se ocupan de los derechos humanos y las libertades políticas, como Amnistía Internacional o Human Rights Watch realizan también informes anuales sobre el estado de las libertades en cada país, pero no utilizan la denominación de país libre, y sus criterios y valoración final son diferentes.